# Градошорци
Градошорци (на македонска литературна норма: Градошорци) е село в община Василево на Северна Македония.

## География
Селото е разположено в Струмишкото поле, северно от Струмица.

## История
Йордан Заимов смята, че името Градошорци е с румънска наставка за множествено число -ор.
През XIX век Градошорци е смесено българо-турско село. В църквата Свети Никола има икони на струмишкия зограф Григорий Пецанов от 1879 година. В „Етнография на вилаетите Адрианопол, Монастир и Салоника“, издадена в Константинопол в 1878 година и отразяваща статистиката на населението от 1873 година, Грандушорци (Grandouchortzi) е посочено като село с 38 домакинства, като жителите му са 123 българи и 21 мюсюлмани. Според статистиката на Васил Кънчов („Македония. Етнография и статистика“) от 1900 г. Градошор е населявано от 400 жители, от които 300 българи християни и 100 турци.
В началото на XX век цялото християнско население на Градошорци е под върховенството на Българската екзархия. По данни на секретаря на екзархията Димитър Мишев („La Macédoine et sa Population Chrétienne“) през 1905 година в Градоморци има 160 българи екзархисти и 12 цигани. В селото функционира българско училище. Към 1908 година на река Струмица при Градошорци има фабрика за брашно.
Според преброяването от 2002 година селото има 1744 жители.
| Националност | Всичко |
| македонци    | 1041   |
| албанци      | 0      |
| турци        | 683    |
| роми         | 5      |
| власи        | 0      |
| сърби        | 0      |
| бошняци      | 0      |
| други        | 15     |

## Личности
Родени в Градошорци
- Никола Витанов Пицанов (около 1880 – след 1942), участва в Балканската и Междусъюзническата войни (1912 – 1913) като доброволец в 2-ра рота на 8-а костурска дружина на МОО и в Първата световна война в 6-а рота на 6-и македонски полк, 11-а македонска дивизия на Българската армия, изгубва слуха си в битката при Криволак[8]
- Никола Христов – Градошорски (о. 1874 – след 1942), български екзархийски учител в Градошорци (1894 – 1896 и 1898 – 1902), македоно-одрински опълченец (1912 – 1913), нестроева рота на 5-а одринска дружина, отличен с орден „За храброст“ IV степен и награден с два медала[9]